# Quavas Kirk
Quavas Kirk est un joueur de soccer (football) américain, né le 13 avril 1988 à Aurora, Illinois, États-Unis.
De 2008 à 2010 il a évolué avec le club américain du D.C. United à la suite d'un échange avec Greg Vanney. Depuis 2011, il joue avec les Rhinos de Rochester, en USL Pro au troisième niveau de la pyramide du soccer (football) nord-américain.

## Clubs
- 2006-2007 :  Los Angeles Galaxy
- 2008-2010 :  D.C. United
- 2011- :  Rhinos de Rochester